# 阿肯色城 (堪薩斯州)
阿肯色城（英語：Arkansas City）是一個位於美國堪薩斯州考利縣的城市。

## 地方資料
根據2020年美國人口普查的數據，阿肯色城的面積為24.18平方千米，當中陸地面積為24.13平方千米，而水域面積為0.05平方千米。當地共有人口11974人，而人口密度為每平方千米495.2人。